# Вельяминов-Зернов, Владимир Фёдорович
Владимир Фёдорович Вельяминов-Зернов (7 [18] июля 1784, Москва — 17 [29] января 1831, Санкт-Петербург) — статский советник, юрист, литератор.

## Биография
Из древнего дворянского рода. Окончив юридический факультет Московского университета в 1804 году, служил редактором Комиссии составления законов, затем — старшим чиновником 2-го отделения С. Е. И. В. Канцелярии.
В 1805 году издавал еженедельный журнал «Северный меркурий» (всего вышло 5 номеров).
В 1807—1826 годах член Вольного общества любителей словесности, наук и художеств. Участник литературного общества «Беседа любителей русского слова». Увлекался переводами литературных произведений (чаще всего — либретто итальянских опер, которые любил посещать).
Вельяминов-Зернов служит по министерству юстиции… Он малый очень неглупый и со сведениями, … удивительно легко пишет стихи: не более как в четверть часа он, для доказательства своей способности, перевел одну большую арию из оперы «Импрезарио»… — Степан Петрович Жихарев
Умер в Петербурге 17 (29) января 1831 года. Похоронен на Тихвинском кладбище Александро-Невской Лавры.

### Семья
Отец — Фёдор Михайлович Вельяминов-Зернов (5.2.1754 — 22.7.1831, Москва), премьер-майор; мать — Екатерина Николаевна (урожд. Рагозина).
Жена — Анна Яковлевна (1797—1863), дочь Якова Николаевича Ханыкова (1759—1805) и Анастасии Маркеловны (урожд. Мещаниновой, 1769—1811). Дети:
- Владимир (1830—1904) — археолог, востоковед, академик;
- Фёдор.

## Деятельность
В 1815 году издал «Опыт начертания российского частного права» (в 2-х частях; 2-е издание — 1821—1823) — первый научный труд по русскому гражданскому праву, оказавший несомненное влияние на составление Свода законов.
Перевёл на русский язык «Начальные основания права римского гражданского и законоположения уголовные» Х. Шлецера.
Ряд публикаций вышел под псевдонимами В. В. В.; В. З.; Влмнвъ-Зрнвъ, Влдиръ; Влмнвъ-Зрнвъ, Володимир; -въ -въ.

### Избранные труды
Источник — Электронные каталоги РНБ
- Вельяминов-Зернов В. Ф. Путешествие дружбы : Отрывок. — СПб.: тип. Ф. Дрехслера, 1807.
- Вельяминов-Зернов В. Ф. Опыт начертания российскаго частнаго гражданскаго права. — СПб.: тип. Правительствующаго Сената, 1814—1815.
  - Ч. 1 : Право лиц. — 1814.
  - Ч. 2 : Право вещей. — 1815.
- Вельяминов-Зернов В. Ф. Опыт начертания российскаго частнаго гражданскаго права. — СПб.: тип. Ивана Глазунова, 1821—1823.
  - Ч. 1 : Право лиц. — 1821.
  - Ч. 2 : Право вещей. — 1823.
- Князь В-ский и княжна Щ-ва, или Умереть за Отечество славно : Новейшее произшествие во время кампании французов с немцами и россиянами 1806 года / Изданное В* З*[6] ; Российское сочинение. — М.: Университетская тип., 1807. — 2 т.
- Шлецер Х. А. Начальные основания права римского гражданского и законоположения уголовного, основанного на естественном праве и политике, сочиненное на французском языке г. профессором Шлецером / Пер. Владимиром Вельяминовым-Зерновым. — М.: Университетская тип., 1810.